# Fengshuling (köpinghuvudort i Kina, Zhejiang Sheng, lat 29,37, long 118,70)
Fengshuling (kinesiska: 枫树岭, 枫树岭镇) är en köpinghuvudort i Kina. Den ligger i provinsen Zhejiang, i den östra delen av landet, omkring 170 kilometer sydväst om provinshuvudstaden Hangzhou. Antalet invånare är 11 354. Befolkningen består av 5 645 kvinnor och 5 709 män. Barn under 15 år utgör 14,0 %, vuxna 15-64 år 67 %, och äldre över 65 år 17,0 %.
Runt Fengshuling är det ganska tätbefolkat, med 93 invånare per kvadratkilometer. Närmaste större samhälle är Yangqitan, 17,2 km väster om Fengshuling. I omgivningarna runt Fengshuling växer i huvudsak blandskog.
Genomsnittlig årsnederbörd är 2 495 millimeter. Den regnigaste månaden är juni, med i genomsnitt 499 mm nederbörd, och den torraste är oktober, med 55 mm nederbörd.